# Чернявский, Георгий Георгиевич

Памятник на могиле Г. Г. Чернявского в Киеве на Байковом кладбище

Черня́вский Георгий Георгиевич (укр. Георгій Георгійович Чернявський; 20 апреля 1924, Екатеринослав — 31 марта 1981, Киев) — советский художник-живописец, народный художник УССР (1974).

## Биография
Родился 20 апреля 1924 года в городе Екатеринослав.
Участник Великой Отечественной войны. Член ВКП(б) с 1945 года.
До 1955 года обучался в Киевском художественном институте под руководством И. Н. Штильмана и К. Д. Трохименко.
В 1975—1978 годах преподавал в Киевском художественном институте.
Умер 31 марта 1981 года в Киеве, где похоронен на Байковом кладбище.

## Творческая деятельность
- серии картин:
  - Индустриальная Днепропетровщина (1955—1970),
  - Ульяновы на Украине (1972—1977).
- цикл пейзажей:
  - По ленинским местам (1969—1970);
- цикл индустриальных пейзажей.
- картины:
  - На земле Криворожской (1965);
  - Марганец (1967);
  - Сибирь (1968);
  - Железная руда (1969);
  - Волга (1969);
  - Петровка (1969);
  - Над Днепром (1974);
  - Строится 9-я Криворожская (1974—1976).

## Награды
- Заслуженный деятель искусств УССР (1969);
- Народный художник УССР (1974);
- Орден Ленина;
- Орден Отечественной войны 1-й степени (3.2.1945);
- Орден Отечественной войны 2-й степени (20.11.1944);
- Орден Красной Звезды (26.9.1944);
- медали;
- Государственная премия УССР имени Т. Г. Шевченко (1978) — за серии живописных произведений «По ленинским местам», «Ульяновы на Украине» и цикл индустриальных пейзажей Украины.